# Metacrilato de metilo
El metacrilato de metilo es un compuesto químico de fórmula C5H8O2. Su nombre de acuerdo con las normas propuestas por la IUPAC es 2-metil,propenoato de metilo, también se abrevia como MAM o MMA (este último por su nombre en inglés). A temperatura ambiente se presenta como un líquido incoloro de aspecto similar al agua, tóxico e inflamable. Es conocido principalmente por ser el monómero utilizado para producir polimetilmetacrilato (PMMA).

## Producción
La producción mundial se estima en unos 3,2 millones de toneladas / año (dato de 2005). Los principales productores mundiales son: Cyro, Arkema, BASF, Dow Chemical, Lucite, Celanese, Rohm and Haas, Mitsubishi Rayon y Sumitomo. 
La mayoría de los productores aplican una ruta que parte de acetona y de cianuro de hidrógeno como materias primas. Esta ruta genera bisulfato de amonio como subproducto. Ejemplos: botellas de plástico, CD...

## Usos
La aplicación principal del metacrilato de metilo, que consume aproximadamente el 75% del MAM, es la producción del plástico transparente denominado polimetilmetacrilato (PMMA), cuyo nombre popular es simplemente metacrilato. Este popular plástico se utiliza en la creación de multitud de productos entre los que se encuentran expositores, mamparas de protección, peceras, urnas, etc. Para la creación de estos productos se parte de planchas, barras, o tubos de metacrilato que se crean por extrusión, moldeo a presión o colada. No obstante, muchos otros productos de metacrilato, generalmente de pequeño tamaño, o bien de formas muy irregulares, se crean directamente usando máquinas de inyección de plástico.
El metacrilato de metilo también se utiliza para la producción del copolímero de metacrilato de metilo-butadieno-estireno (MBS), utilizado como modificador para el PVC.
Además se emplea en la producción de otros polímeros acrílicos, usados en pinturas y recubrimientos.

## Problemas medioambientales y riesgos para la salud
En cuanto a la toxicidad aguda del metacrilato de metilo, la DL50 es de 7-10 g/kg (oral). Es irritante para los ojos y puede causar enrojecimiento y dolor.